# Suleyman Bey
Pour l’article homonyme, voir Suleyman Çelebi.
Suleyman Bey, né vers 1370 et mort le 17 février 1411, est l'aîné des cinq fils du sultan Bayezid Ier et l'un des prétendants au trône au cours de l'« interrègne ottoman ».

## Biographie
Suleyman Bey est d'abord nommé gouverneur d'Aydın en 1390 , mais qui laisse sa place dès 1392 à son frère Ertuğrul, pour aller gouverner Sivas.
Bayezid Ier est capturé en 1402 à la bataille d'Ankara et meurt en 1403, ce qui entraine l'empire dans une période de troubles, ses fils se disputant sa succession.
Ayant pu s'enfuir du champ de bataille, Suleyman se réfugie dans la partie européenne de l'Empire ottoman (Roumélie) avec pour capitale Edirne, après avoir récupéré le trésor impérial à Bursa.
Il passe en Anatolie en 1406 ou 1407 et y remporte des succès, mais doit rentrer en Europe à la suite de l'attaque de la Roumélie par son jeune frère Musa Çelebi, soutenu par un autre frère, Mehmed.
Après plusieurs victoires en 1410, il est battu et tué en février 1411 par Musa.
L'Ancienne Mosquée (Eski Cami) qui est le plus ancien monument ottoman d'Edirne, est commencée sous son règne en 1403 et terminée par Mehmed Ier en 1414.